# Атабаска (река)
Атаба́ска (англ. Athabasca River, фр. rivière Athabasca) — река в Канаде.

## Этимология
На языке индейцев племени кри Атабаска — «место встречи многих вод».

## Общие сведения
Берёт своё начало из ледника Колумбия в национальном парке Джаспер в канадской провинции Альберта, на высоте приблизительно 1600 метров (5249 футов). Протекает в северо-восточном направлении. Длина реки составляет 1231 км. Впадает в озеро Атабаска. При впадении в озеро образует обширную дельту площадью 1960 км². Вместе с дельтами рек Пис-Ривер и Берч и озёрами дельты: Клэр, Мамави, Барил и Ричардсон дельта Атабаски образует огромную пресноводную дельту Пис-Атабаска (одну из самых больших в мире), 80 % которой занимает Национальный парк Вуд-Баффало — самый большой национальный парк Канады и один из самых крупных национальных парков мира. В 1989 году 168-километровый участок реки Атабаска на территории провинциального парка Джаспер включён в Список охраняемых рек Канады (Canadian Heritage Rivers).
Принадлежит к речной системе Маккензи. Бассейн Атабаски охватывает территорию в 95300 км².